# Felsen-Mehlbeere
Die Felsen-Mehlbeere (Sorbus rupicola) ist eine seltene Art der Sorbus aria-Gruppe. Sie ist auf den britischen Inseln (Irland, Schottland, England) sowie im südskandinavischen Raum (Süd- und Mittel-Norwegen, Schweden) verbreitet, kommt aber meist nur lokal in kleinen Beständen vor. Vorzugsweise tritt sie auf basenreichem Substrat an Waldrändern und Gebüschen auf.
Die Bäume der Felsen-Mehlbeere erreichen meist Höhen von drei bis fünf Meter. Die Art vermehrt sich apomiktisch (Apomixis) und ist vermutlich durch Autopolyploidisierung der Mehlbeere im eigentlichen Sinne (Sorbus aria s.str.) entstanden. Sie weist einen tetraploiden Chromosomensatz auf (2n=4x=68).